# 克里斯汀 (北达科他州)
克里斯汀（英語：Christine），是美国北达科他州下属的一座城市。根据2010年美国人口普查，该市有人口150人。